# Divača–Póla-vasútvonal
A Divača–Póla-vasútvonal egy 121,8 km hosszúságú, normál nyomtávolságú, egyvágányú, részben villamosított nemzetközi vasútvonal a szlovén Divača és a horvát Póla között. A vonal észak-déli irányban átvág az Isztriai-félszigeten és összeköti Póla kikötővárosát az európai vasúti hálózattal.

## Jellemzése
A vonal 122 km hosszúságú, egyvágányú, meredek lejtésű és normál nyomtávú. Csak az északi, Divača és Prešnica közötti szakasza villamosított. A felsővezeték innen a Prešnica-Koper vasútvonal mentén folytatódik.

## Története
A Divača-Pula-vasútvonalat az Isztriai Államvasutak 1873-tól tervezte megépíteni, és 1876. szeptember 20-án nyitotta meg, az építkezést Gustav Gerstel vezette. A vonal akkoriban az Osztrák-Magyar Monarchiában volt. Az eredeti állomásnevek ezért részben eltértek a mai nevektől. Póla (Pula) fő osztrák katonai kikötővé fejlődése során a vonal nagy katonai stratégiai jelentőséggel bírt. Póla kizárólag ezen a vonalon kapcsolódott az osztrák-magyar vasúthálózat többi részéhez. Már 1880 körül az Isztriai Államvasutat beolvasztották a Császári és Királyi Osztrák Államvasutakba. Néhány állomást csak később nyitottak meg.
Az Osztrák–Magyar Monarchia felbomlása után az isztriai régió és vele együtt a vasútvonal az Olasz Királysághoz került. A vasúti forgalmat a Ferrovie dello Stato Italiane (FS) irányította. A második világháború vége után Jugoszlávia megkapta az Isztriai-félszigetet, és a Jugoszláv Vasutak (JŽ) üzemeltette a vonalat. Ebben az időben fontos gyógyfürdő forgalmat bonyolított le az isztriai üdülőhelyek számára. Josip Broz Tito elnök is többször használta a vonalat a Plavi voz különvonattal, amikor Isztriából az elnöki Brijuni szigetére indult.
Jugoszlávia felbomlása után a vonal nagy része Horvátországhoz került, de szigetüzemként elszigetelődött a horvát vasúthálózattól, és csak szlovén területen keresztül volt megközelíthető. A vonal egy kis része Szlovéniában fekszik. Folyamatos személyforgalom ma már csak a nyári hónapokban van a teljes vonalon. Némi teherforgalmat Divača felé a raša-i szárnyvonal ad konténervonatok formájában. Ma a vonal elsősorban a horvátországi helyi közlekedési igényeket elégíti ki. Naponta körülbelül öt vonatpár közlekedik régebbi dízel motorkocsikkal.

## Tervezés
Számos terv született az isztriai vasút más vonalakkal való összekapcsolására. Jugoszlávia felbomlása után egy ideig azt tervezték, hogy a vonalat összekötik a fiumei vasúttal.

## Leágazó vonalak
A vasútvonalnak a következő mellékvonalai vannak vagy voltak:
- A régóta használaton kívüli Trieszt - Hrpelje-Kozina-vasútvonal, amelyen keresztül Isztria mind a tartományi fővároshoz, Trieszthez, mind a császári és királyi államvasutak hálózatához csatlakozott. Állami vasúthálózat. Ma a vonal olasz és szlovén területen fekszik.
- Szlovén területen a jelenleg intenzíven használt és a tervek szerint továbbfejlesztendő koperi vasútvonal,
- Horvátországban a Lupoglav-Raša-vasútvonal, amelyen csak teherforgalom van, és
- szintén Horvátországban a Kanfanar-Rovinj-vasútvonal, amely évtizedek óta le van zárva.